# Visages villages
Visages villages es una película documental francesa de 2017 dirigida por Agnès Varda y JR. Se proyectó fuera de competición en el Festival de Cine de Cannes de 2017 donde ganó el premio L'Œil d'or. La película sigue a Varda y JR viajando por la Francia rural, creando retratos de las personas con las que se encuentran. Fue lanzado el 28 de junio de 2017 en Francia y el 6 de octubre de 2017 en los Estados Unidos. Fue nominado al Premio de la Academia a la Mejor Película Documental en la 90.ª edición de los Premios de la Academia. La película fue el penúltimo trabajo de Varda, precediendo a Varda de Agnès en 2019.

## Recepción

### Recepción de la crítica
En Rotten Tomatoes, la película tiene un índice de aprobación del 99% según 141 reseñas, con una calificación promedio de 8.84/10. El consenso crítico del sitio web dice: "A partes iguales, alegremente encantador y conmovedoramente poderoso, Visages villages es un retrato único intergeneracional de la vida en la Francia rural de la gran Agnès Varda". En Metacritic, la película tiene una puntuación media ponderada de 94 sobre 100, basada en 22 críticos, lo que indica "aclamación universal".

### Premios y reconocimientos
La película ganó el premio al documental Grolsch People's Choice en el Festival Internacional de Cine de Toronto de 2017, el premio al documental internacional más popular en el Festival Internacional de Cine de Vancouver de 2017,y al mejor documental en los premios Independent Spirit de 2018. La revista Time la incluyó como una de sus diez mejores películas de 2017. Fue nominado a Mejor Largometraje Documental en los 90 Premios de la Academia. La película recibió nominaciones a Mejor Documental y Mejor Banda Sonora Original en los Premios César 2018. Visages villages recibió el premio a la Mejor Película de No Ficción por parte del Círculo de Críticos de Cine de Nueva York.